# Chris Willis

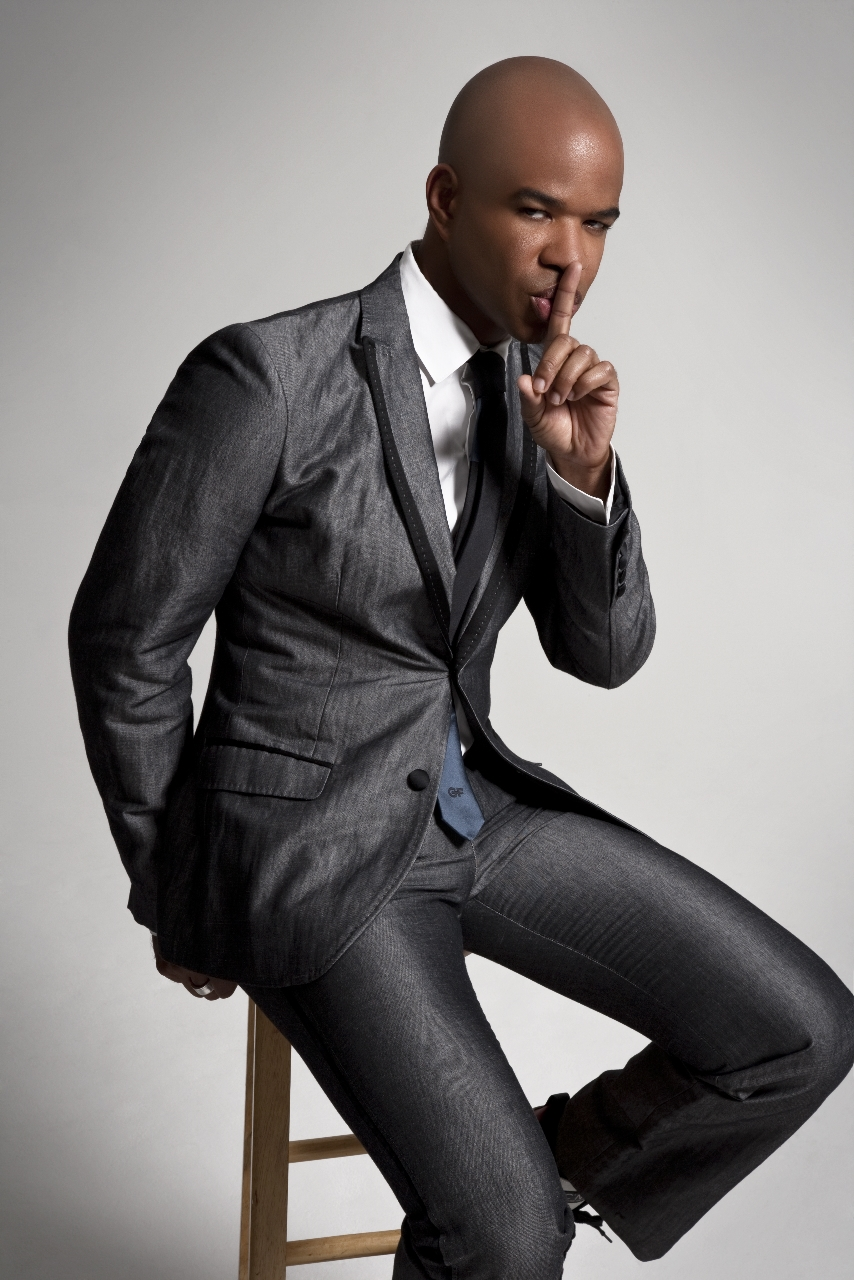
Chris Willis (2008)

Christopher Willis (geb. 26. Februar 1969 in Ohio) ist ein US-amerikanischer Sänger, Songwriter und Musikproduzent. Ursprünglich produzierte er hauptsächlich Gospelmusik, internationale Bekanntheit erlangte er jedoch durch House-Kollaborationen mit dem weltbekannten DJ David Guetta. Besonders erfolgreich waren die Singles Love Don’t Let Me Go (Walking Away) (2006), Love Is Gone (2007) und Gettin’ Over You (2010). Im August 2011 veröffentlichte er mit Louder (Put Your Hands Up) seine erste offizielle Single.

## Biografie
Nach seinem Abschluss am College in Alabama tourte er mit einer Gruppe, die innerhalb von zwei Jahren über hundert Mal in Kirchen auftrat. Mitte der 1990er Jahre war er Backup-Sänger für die Band Twila Paris. Im Jahr 1996 veröffentlichte er sein Debüt-Album Chris Willis, auf dem er selbst acht der elf Songs schrieb. Bei den Nashville Music Awards wurde es für den Titel Best R&B Album 1996 nominiert. Im selben Jahr eröffnete er auch die Tournee von Mark Lowry und war einer von mehreren Sängern in dem Musical Emmanuel. Zusammen mit Nashville-Produzent Norman Miller ging er auf nationale Tour. Die Tournee hat ein Album hervorgebracht, für das er einen GMA Dove Award 1998 für das beste Special Event Album des Jahres gewonnen hat. Er sang bis 1998 meist unter dem Genre Gospel, bis er von einem kleinen Musiklabel unter Vertrag genommen wurde. Das Label wurde von einem großen Unternehmen gekauft und Willis nahm das als Chance auf, mehr Bekanntschaften zu machen.
Im Jahr 2000 arbeitete er mit der französischen Band 2BE3 und machte dabei weiter auf sich aufmerksam. Während weiterer Arbeit auf ihrem Album machte einer der Bandkollegen ihn mit ihrem Landsmann David Guetta bekannt. Der House-DJ und Produzent lud Willis ins Studio ein und am nächsten Tag schrieben sie den Song Just a Little More Love. Willis war Co-Autor und Sänger mehrerer Songs auf Guettas Debüt-Album Just a Little More Love einschließlich des Titelsongs.
Willis ist auf sozialen Netzwerken wie MySpace, Facebook und Twitter aktiv, auf die er oftmals Live-Fotos und Videos von seinen Tourneen hochlädt. Im Jahre 2009 tourte er mit David Guetta durch ganz Europa. Im November 2009 trat er bei der zweijährigen Jubiläums-Party im Danceclub C4 in Steyer, Österreich auf.
Am 3. August 2009 wurde der Song Gettin’ Over als Single veröffentlicht. Er konnte sich in den UK-Charts platzieren. Eine Remix-Version mit LMFAO und Fergie, die 2010 erschien, erreichte fast weltweit die Charts.
Seine Solo-Single Louder (Put Your Hands Up) wurde am 12. Oktober 2010 veröffentlicht. Willis schrieb den Song zusammen mit Cutfather und Jonas Jeberg. Die Video-Premiere auf Dailymotion war am 26. Oktober 2010. Es wurde in Los Angeles gedreht, der Video-Direktor war Regie Billie Woodruff. Der Song erreichte den ersten Platz der Billboard’s Hot Dance Club Songs vom 8. Januar 2011.
Seine zweite Single Too Much In Love erschien digital am 16. August 2011. Der Song benutzt ein Sample von Lenny Kravitz’ Single Are You Gonna Go My Way. Das offizielle Musikvideo wurde ebenfalls in Los Angeles gedreht und erschien am 10. Januar 2012.
Am 29. November 2011 wurde eine Acht-Song-EP mit dem Titel Premium – Songs From The Love Schiff, Vol. 1 veröffentlicht. Sie verfügt über einige seiner Solo-Singles.

## Diskografie

### Singles
| Jahr | Titel Album                                                           | Höchstplatzierung, Gesamtwochen, AuszeichnungChartplatzierungen (Jahr, Titel, Album, Platzierungen, Wochen, Auszeichnungen, Anmerkungen) | Höchstplatzierung, Gesamtwochen, AuszeichnungChartplatzierungen (Jahr, Titel, Album, Platzierungen, Wochen, Auszeichnungen, Anmerkungen) | Höchstplatzierung, Gesamtwochen, AuszeichnungChartplatzierungen (Jahr, Titel, Album, Platzierungen, Wochen, Auszeichnungen, Anmerkungen) | Höchstplatzierung, Gesamtwochen, AuszeichnungChartplatzierungen (Jahr, Titel, Album, Platzierungen, Wochen, Auszeichnungen, Anmerkungen) | Höchstplatzierung, Gesamtwochen, AuszeichnungChartplatzierungen (Jahr, Titel, Album, Platzierungen, Wochen, Auszeichnungen, Anmerkungen) | Anmerkungen                                                                                |
| Jahr | Titel Album                                                           | DE | AT | CH | UK | US | Anmerkungen                                                                                |
| ---- | --------------------------------------------------------------------- | --- | --- | --- | --- | --- | ------------------------------------------------------------------------------------------ |
| 2001 | Just a Little More Love                                               | — | — | CH59 (11 Wo.)CH | UK19 (5 Wo.)UK | — | Erstveröffentlichung: 21. Juli 2001 mit David Guetta                                       |
| 2002 | Love Don’t Let Me Go Just a Little More Love                          | — | — | CH13 (36 Wo.)CH | UK46 (2 Wo.)UK | — | Erstveröffentlichung: 2. März 2002 mit David Guetta                                        |
| 2002 | People Come, People Go Just a Little More Love                        | — | — | CH54 (7 Wo.)CH | — | — | Erstveröffentlichung: 14. September 2002 mit David Guetta                                  |
| 2004 | Money Guetta Blaster                                                  | — | — | CH52 (12 Wo.)CH | — | — | Erstveröffentlichung: 30. Mai 2004 mit David Guetta & Moné                                 |
| 2004 | Stay Guetta Blaster                                                   | — | — | CH82 (5 Wo.)CH | — | — | Erstveröffentlichung: 5. September 2004 mit David Guetta                                   |
| 2006 | Love Don’t Let Me Go (Walking Away) Fuck Me I’m Famous International  | DE50 (9 Wo.)DE | AT74 (1 Wo.)AT | CH19 (20 Wo.)CH | UK3 Silber · (22 Wo.)UK | — | Erstveröffentlichung: 13. August 2006 mit David Guetta vs. The Egg                         |
| 2007 | Love Is Gone Pop Life                                                 | DE36 (36 Wo.)DE | AT15 Gold · (42 Wo.)AT | CH11 Gold · (75 Wo.)CH | UK9 Silber · (15 Wo.)UK | US98 (1 Wo.)US | Erstveröffentlichung: 13. Mai 2007 mit David Guetta                                        |
| 2008 | Tomorrow Can Wait Pop Life                                            | DE56 (7 Wo.)DE | AT47 (7 Wo.)AT | CH43 (11 Wo.)CH | UK84 (1 Wo.)UK | — | Erstveröffentlichung: 5. Juli 2008 mit David Guetta vs. Tocadisco                          |
| 2009 | Everytime We Touch Pop Life                                           | — | — | CH97 (1 Wo.)CH | UK68 (1 Wo.)UK | — | Erstveröffentlichung: 25. Januar 2009 mit David Guetta, Steve Angello & Sebastian Ingrosso |
| 2009 | Gettin’ Over One Love                                                 | — | — | — | UK41 (2 Wo.)UK | — | Albumveröffentlichung: 3. August 2009 mit David Guetta                                     |
| 2009 | Sound of Letting Go One Love                                          | — | — | — | — | — | Erstveröffentlichung: 2009 mit David Guetta & Tocadisco                                    |
| 2010 | Gettin’ Over You One Love                                             | DE15 Gold · (30 Wo.)DE | AT4 Gold · (32 Wo.)AT | CH11 (24 Wo.)CH | UK1 Platin · (20 Wo.)UK | US31 (20 Wo.)US | Erstveröffentlichung: 12. April 2010 mit David Guetta, Fergie & LMFAO                      |
| 2010 | Louder (Put Your Hands Up) Premium – Songs from the Love Ship, Vol. 1 | — | — | — | — | — | Erstveröffentlichung: 2010                                                                 |
| 2011 | Too Much In Love Premium – Songs from the Love Ship, Vol. 1           | — | — | — | — | — | Erstveröffentlichung: 2011                                                                 |
| 2014 | This Is Your Life –                                                   | — | — | — | — | — | Erstveröffentlichung: 2014 mit Psyko Punkz feat. Mc Lyte                                   |
| 2016 | Would I Lie to You Listen                                             | DE2 Platin · (28 Wo.)DE | AT2 Gold · (23 Wo.)AT | CH24 (24 Wo.)CH | — | — | Erstveröffentlichung: 30. September 2016 mit David Guetta & Cedric Gervais                 |
| 2018 | I Want a Miracle –                                                    | — | — | — | — | — | Erstveröffentlichung: 16. März 2018 mit Fred Rister & Sam Martin                           |